# Ліхолонг
Ліхолонг (англ. Likhohlong) — одна з місцевих громад, що розташована в районі Цгутінг, Лесото. Населення місцевої громади у 2006 році становило 7 455 осіб.